# Orlando Bennett
Pour les articles homonymes, voir Bennett.
Orlando Bennett, né le 12 octobre 1999, est un athlète jamaïcain spécialiste du 110 mètres haies.

## Biographie
Il remporte la médaille d'argent du 110 m haies lors des championnats du monde juniors 2018 à Tampere, devancé par son compatriote Damion Thomas.
Le 24 juin 2022 à l'occasion des Championnats de Jamaïque à Kingston, Orlando Bennett égale son record personnel de 13 s 27, se classant troisième de la finale et obtenant sa qualification pour les championnats du monde 2022.

## Palmarès
| Date | Compétition                   | Lieu     | Résultat | Épreuve             | Temps   |
| ---- | ----------------------------- | -------- | -------- | ------------------- | ------- |
| 2018 | Championnats du monde juniors | Tampere  | 2e       | 110 m haies (99 cm) | 13 s 33 |
| 2018 | Championnats du monde juniors | Tampere  | 2e       | 4 × 100 m           | séries  |
| 2022 | Championnats NACAC            | Freeport | 3e       | 110 m haies         | 13 s 18 |
| 2024 | Jeux olympiques               | Paris    | 7e       | 110 m haies         | 13 s 34 |

## Records
| Épreuve     | Temps   | Lieu        | Date        |
| ----------- | ------- | ----------- | ----------- |
| 110 m haies | 13 s 09 | Saint-Denis | 7 août 2024 |